# In scaglione
In scaglione è un termine utilizzato in araldica per indicare figure ordinate secondo la direzione araldica dello scaglione.
Il termine si usa anche per indicare una versione del troncato in cui la linea di partizione segue l'andamento dello scaglione.

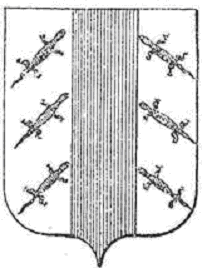
Sei lucertole in scaglione
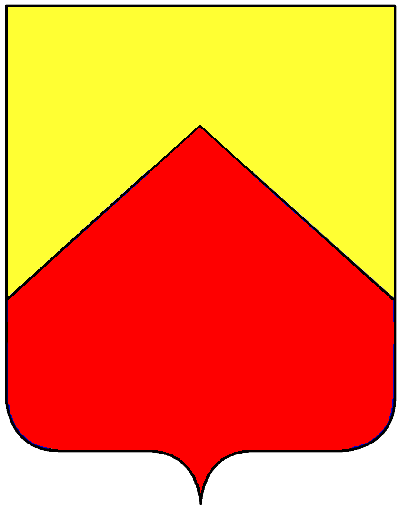
Troncato in scaglione d'oro e di rosso